# Rafael Luna
Rafael Luna Vivas (Lérida, 25 de junio de 1958) es un político español.

## Biografía
Nacido en Lérida el 25 de junio de 1958, Licenciado en Ciencias del Trabajo por la Universidad Internacional de Cataluña, un máster en Desarrollo de Organizacional por la Universidad Ramon Llull y un máster Internacional en Resolución de Conflictos por la Universidad Abierta de Cataluña, Técnico Superior en Relaciones Industriales por la Universidad de Alcalá y Graduado Social  por la que fue Escuela Universitaria Social de Tarragona, que le permitió ser miembro del Colegio Oficial de Graduados Sociales de Tarragona, que cuenta con la medalla a los Servicios Distinguidos. Profesionalmente ha sido directivo de entidad financiera, profesor de formación profesional y profesor de posgrado en Resolución de Conflictos Sociales y Mediación Comunitaria de la Universitat de Girona.  
En el ámbito político, se afilió a Alianza Popular en 1977 y ha ocupado importantes cargos en el Partido Popular: presidente Nuevas Generaciones,  secretario general y presidente provincial del PP de Tarragona, vocal del comité ejecutivo nacional y secretario general del Partido Popular de Cataluña entre 1996 y 2008. También ha sido secretario de mesa en el Parlamento de Cataluña entre 2003 y 2010, Presidente de la Comisión Legislativa de Empresa y Ocupación de la cámara Catalana  y senador senador en las Cortes Generales de España entre 1999 y 2001, por designación del Parlamento de Cataluña.Ha sido diputado en el Parlamento de Cataluña 1995 y 2015 por la circunscripción electoral de Tarragona.
Actualmente esta jubilado y es concejal del Ayuntamiento de Roda de Berà (Tarragona) desde 2015. También colabora con artículos de opinión en el diario Més TARRAGONA y como tertuliano en la cadena Ser en el programa “Aquí amb Josep Cuni” .